# Фонация
Фона́ция в фонетике — использование гортани для порождения звука, который позже модифицируется в ходе артикуляционных движений речевого тракта.
Традиционно считалось, что источником звука (то есть инструментом фонации) является только гортань, однако в последние годы появились работы, описывающие типы фонаций в других областях речевого тракта.

## Звонкость
Звук, при производстве которого воздух, проходя из лёгких через голосовые связки, заставляет их вибрировать, называется звонким. При этом образуется один основной тон и ещё несколько гармоник. Частота основного тона индивидуальна и зависит от строения гортани. В процессе фонации её можно изменять, регулируя скорость прохождения воздуха через гортань и степень сближения голосовых связок. Изменения самой частоты основного тона вызывают различные тональные явления; изменения в способе колебания голосовых связок приводят к появлению различных регистровых противопоставлений. Регистровые противопоставления также могут называться фонациями.
Если голосовые связки не напряжены и разведены достаточно далеко, они не вибрируют и не вызывают периодических колебаний в сигнале; звуки, произносимые таким образом, называются глухими (это могут быть как согласные, так и гласные).

## Фонация и состояние гортани
В традиционном понимании фонация рассматривается как функция от напряжения и положения голосовых связок. Иногда описывались и более сложные процессы, но до недавних пор понятия «состояние гортани» и «фонация» рассматривались практически как синонимы.
Если голосовые связки полностью расслаблены, а черпаловидные хрящи максимально разведены, не препятствуя прохождению воздуха, связки не колеблются. Такая фонация приводит к появлению глухих звуков (чаще всего это шумные). Если связки, напротив, полностью сведены, то при их размыкании производится звук, известный как гортанная смычка. Между этими крайностями существует одно положение, в котором связки вибрируют с максимальной амплитудой: такая фонация называется (модальным) голосом и участвует в образовании звонких звуков. Однако в языках мира используются и другие положения голосовой щели. Эти типы можно представить на таблице (от максимально открытого до максимально закрытого глоттиса). В русской традиции часто используются также английские термины.
| Положение глоттиса | МФА  | Тип фонации                                            | Тип согласных                    | Примеры языков                |
| ------------------ | ---- | ------------------------------------------------------ | -------------------------------- | ----------------------------- |
| Открытый глоттис   | [t]  | нейтральный голос (воздух проходит свободно)           | глухие согласные                 | Вероятно, есть во всех языках |
|                    | [d̤]  | придыхательная фонация (breathy voice, murmured voice) | звонкие придыхательные согласные | Хинди                         |
|                    | [d̥]  | слабый голос (slack voice)                             | слабые согласные                 | Яванский                      |
|                    | [d]  | модальный голос (максимальная амплитуда)               | звонкие согласные                | Русский                       |
|                    | [d̬]  | напряжённый голос (жёсткий; stiff voice)               | напряжённые согласные            | Тайский                       |
|                    | [d̰]  | скрипучий голос (creaky voice)                         | скрипучие согласные              | Бирманский                    |
| Закрытый глоттис   | [ʔ͡t] | гортанный приступ (воздух не проходит)                 | гортанная смычка                 | Ненецкий                      |